# Cratere Michelle
Michelle  è un cratere sulla superficie di Venere.